# Loudetia pratii
Loudetia pratii är en gräsart som beskrevs av Jacq.-fel. Loudetia pratii ingår i släktet Loudetia och familjen gräs. Inga underarter finns listade i Catalogue of Life.